# Лаймбах (Аденау)
Лаймбах (нем. Leimbach) — община в Германии, в земле Рейнланд-Пфальц.
Входит в состав района Арвайлер. Подчиняется управлению Аденау. Население составляет 513 человек (на 31 декабря 2010 года). Занимает площадь 15,65 км².